# تربسینی
تربسینی (به لاتین: Trebesinj) یک منطقهٔ مسکونی در مونته‌نگرو است که در شهرداری هرتسگ نووی واقع شده‌است. تربسینی ۱۹۶ نفر جمعیت دارد.